# Liste des chefs d'État haïtiens
Cet article liste les chefs d’État haïtiens — 
les présidents de la République, les gouverneurs, les empereurs, et les rois — depuis la proclamation de l’indépendance le 1er janvier 1804. Pour les gouverneurs français et britanniques de l’île avant cette date : Liste des gouverneurs français de Saint-Domingue.

## Liste
| No | Portrait         | Nom                                             | Début du mandat                           | Fin du mandat                      | Note | Parti    |
| --- | ---------------- | ----------------------------------------------- | ----------------------------------------- | ---------------------------------- | --- | -------- |
| |                  | Jean-Jacques Dessalines Jacques Ier (1758-1806) | 1er janvier 1804                          | 2 septembre 1804                   | Gouverneur général |          |
| 2 septembre 1804 | 17 octobre 1806  | Jean-Jacques Dessalines Jacques Ier (1758-1806) | Empereur d'Haïti                          |                                    | |          |
| |                  | Henri Christophe Henri (1767-1820)              | 28 décembre 1806                          | 27 janvier 1807                    | Président de la république d'Haïti par intérim (non assermenté) |          |
| 17 février 1807 | 28 mars 1811     | Henri Christophe Henri (1767-1820)              | Président de la république d'Haïti (nord) |                                    | |          |
| 28 mars 1811 | 8 octobre 1820   | Henri Christophe Henri (1767-1820)              | Roi d'Haïti (nord)                        |                                    | |          |
| |                  | Bruno Blanchet                                  | 19 janvier 1807                           | 10 mars 1807                       | Secrétaire d'État chargé de l'exécutif par intérim |          |
| |                  | Alexandre Pétion (1770-1818)                    | 10 mars 1807                              | 29 mars 1818                       | Président de la république d'Haïti (sud) |          |
| |                  | Jean-Chrisostôme Imbert                         | 29 mars 1818                              | 30 mars 1818                       | Secrétaire d'État chargé de l'exécutif par intérim |          |
| 6 |                  | Jean-Pierre Boyer (1776-1850)                   | 31 mars 1818                              | 8 octobre 1820                     | Président de la république d'Haïti (sud) |          |
| 6 | 8 octobre 1820   | Jean-Pierre Boyer (1776-1850)                   | 9 février 1821                            | Président de la république d'Haïti | |          |
| 6 | 9 février 1821   | Jean-Pierre Boyer (1776-1850)                   | 13 mars 1843                              | Président de la république d'Haïti | |          |
| Conformément à la Constitution, le secrétaire d'État André Pilié assure l'intérim.                                                    |                  |                                                 |                                           |                                    | |          |
| |                  | Charles Rivière Hérard (1789-1850)              | 4 avril 1843                              | 3 mai 1844                         | Président de la République |          |
| |                  | Philippe Guerrier (1757-1845)                   | 3 mai 1844                                | 15 avril 1845                      | Président de la République |          |
| |                  | Jean-Louis Pierrot (1761-1857)                  | 16 avril 1845                             | 1er mars 1846                      | Président de la République |          |
| |                  | Jean-Baptiste Riché (1780-1847)                 | 1er mars 1846                             | 27 avril 1846                      | Président de la République |          |
| |                  | Céligny Ardouin                                 | 27 avril 1846                             | 1er mars 1847                      | Président du Conseil des secrétaires d'État |          |
| 11 |                  | Faustin Soulouque Faustin Ier (1782-1867)       | 1er mars 1847                             | 26 août 1849                       | Président de la république d'Haïti |          |
| 11 | 26 août 1849     | Faustin Soulouque Faustin Ier (1782-1867)       | 15 janvier 1859                           | Empereur d'Haïti                   | |          |
| |                  | Fabre Geffrard (1806-1878)                      | 15 janvier 1859                           | 13 mars 1867                       | Président de la République |          |
| |                  | Nissage Saget (1810-1880)                       | 13 mars 1867                              | 4 mai 1867                         | Président de la république d'Haïti par intérim |          |
| |                  | Sylvain Salnave (1827-1870)                     | 4 mai 1867                                | 14 juin 1867                       | Protecteur de la république d'Haïti |          |
| 14 juin 1867 | 19 décembre 1869 | Sylvain Salnave (1827-1870)                     | Président de la république d'Haïti        |                                    | |          |
| |                  | Nissage Saget (1810-1880)                       | 19 décembre 1869                          | 19 mars 1870                       | Président du gouvernement provisoire |          |
| 20 mars 1870 | 14 mai 1874      | Nissage Saget (1810-1880)                       | Président de la République                |                                    | |          |
| |                  | Conseil des secrétaires d'État                  | 14 mai 1874                               | 14 juin 1874                       | Joseph Lamothe Saul Liautaud Octavius Rameau Raoul Excellent |          |
| |                  | Michel Domingue (1813-1877)                     | 14 juin 1874                              | 15 avril 1876                      | Président de la République |          |
| |                  | Comité révolutionnaire de Port-au-Prince        | 15 avril 1876                             | 23 avril 1876                      | B. Rivière (Pdt), Charles Archin, Darius Denis, Saint-Vil Saint-Victor, Jean-Louis Hyppolite, Morin Montasse, A.-P. Mitton, Henry Granville, Dujour Pierre, Louis Oriol, Camille Nau, David fils aîné, Sauveur Faubert, Tracy Riboul, Turenne Carrié, Francin Thézan, Richard Azor |          |
| |                  | Gouvernement provisoire                         | 23 avril 1876                             | 19 juillet 1876                    | Pierre Théoma Boisrond-Canal, Hyppolite, Louis Tanis, Louis Audain, Monbrun Arnoux |          |
| |                  | Pierre Théoma Boisrond-Canal (1832-1905)        | 19 juillet 1876                           | 17 juillet 1879                    | Président de la République |          |
| |                  | Comité d’Ordre Public                           | 17 juillet 1879                           | 26 juillet 1879                    | Darius Denis Demesvar Delorme, |          |
| |                  | Joseph Lamothe (mort en 1891)                   | 28 juillet 1879                           | 3 octobre 1879                     | Président du gouvernement provisoire |          |
| Florvil Hyppolite (1828-1896) | 3 octobre 1879   | 26 octobre 1879                                 | Président du gouvernement provisoire      |                                    | |          |
| |                  | Lysius Salomon (1815-1888)                      | 26 octobre 1879                           | 10 août 1888                       | Président de la République |          |
| |                  | Pierre Théoma Boisrond-Canal (1832-1896)        | 10 août 1888                              | 16 octobre 1888                    | par intérim |          |
| |                  | François Denys Légitime (1841-1935)             | 16 octobre 1888                           | 18 décembre 1888                   | Chef du pouvoir exécutif |          |
| 18 décembre 1888 | 22 août 1889     | François Denys Légitime (1841-1935)             | Président de la République                |                                    | |          |
| |                  | Borno Monpoint jeune (1830-1905)                | 23 août 1889                              | 17 octobre 1889                    | par intérim |          |
| |                  | Florvil Hyppolite (1828-1896)                   | 17 octobre 1889                           | 24 mars 1896                       | Président de la République |          |
| |                  | Conseil des secrétaires d'État                  | 24 mars 1896                              | 31 mars 1896                       | Tirésias Simon Sam, Tancrède Auguste, Callisthène Fouchard, Pourcely Faine, Thimoclès Labidou |          |
| |                  | Tirésias Simon Sam (1835-1916)                  | 31 mars 1896                              | 12 mai 1902                        | Président de la République |          |
| |                  | Cincinnatus Leconte (1835-1916)                 | 12 mai 1902                               | 13 mai 1902                        | par intérim |          |
| |                  | Pierre Théoma Boisrond-Canal (1832-1905)        | 13 mai 1902                               | 21 décembre 1902                   | Président du Comité d'ordre de salut public |          |
| |                  | Nord Alexis (1820-1910)                         | 21 décembre 1902                          | 2 décembre 1908                    | Président de la République |          |
| |                  | Commission de l'Ordre public                    | 2 décembre 1908                           | 6 décembre 1908                    | Michel Oreste, Louis-Auguste Boisrond-Canal, Maximilien Laforêt, Renaud Hippolyte, Auguste Bonamy, MacDonald Appolon, Luders Chapoteau, Prudent jeune |          |
| |                  | Antoine Simon (1943-1923)                       | 6 décembre 1908                           | 21 décembre 1908                   | Chef du Pouvoir exécutif |          |
| 21 décembre 1908 | 3 août 1911      | Antoine Simon (1943-1923)                       | Président de la République                |                                    | |          |
| |                  | Cincinnatus Leconte (1854-1912)                 | 27 juillet 1911                           | 7 août 1911                        | Chef suprême de la Révolution |          |
| 7 août 1911 | 14 août 1911     | Cincinnatus Leconte (1854-1912)                 | Chef du pouvoir exécutif                  |                                    | |          |
| 14 août 1911 | 8 août 1912      | Cincinnatus Leconte (1854-1912)                 | Président de la République                |                                    | |          |
| |                  | Tancrède Auguste (1856-1913)                    | 9 août 1912                               | 2 mai 1913                         | Président de la République |          |
| |                  | Conseil des secrétaires d'État                  | 2 mai 1913                                | 4 mai 1913                         | Seymour Pradel, Beaufossé Laroche, Jacques Nicholas Léger, Tertulien Guilbaud, Edmond Lespinasse, Guatimosin Boco |          |
| |                  | Michel Oreste                                   | 4 mai 1913                                | 27 janvier 1914                    | Président de la République |          |
| |                  | Edmond Polynice (1859-1918)                     | 27 janvier 1914                           | 8 février 1914                     | Président du Comité de salut public |          |
| |                  | Oreste Zamor                                    | 8 février 1914                            | 29 octobre 1914                    | Président de la République |          |
| |                  | Edmond Polynice                                 | 29 octobre 1914                           | 6 novembre 1914                    | Président du Comité de salut public |          |
| |                  | Joseph Davilmar Théodore (1847-1917)            | 6 novembre 1914                           | 10 novembre 1914                   | Chef du pouvoir exécutif |          |
| 10 novembre 1914 | 22 février 1915  | Joseph Davilmar Théodore (1847-1917)            | Président de la République                |                                    | |          |
| |                  | Vilbrun Guillaume Sam (1859-1915)               | 22 février 1915                           | 9 mars 1915                        | Chef du pouvoir exécutif |          |
| 9 mars 1915 | 28 juillet 1915  | Vilbrun Guillaume Sam (1859-1915)               | Président de la République                |                                    | |          |
| |                  | Comité révolutionnaire                          | 28 juillet 1915                           | 11 août 1915                       | Charles de Delva, Edmond Polynice, Charles Zamor, Léon Nau, Ermane Robin, Eribert Saint-Vil Noël, Samson Monpoint |          |
| |                  | Sudre Dartiguenave (1863-1926)                  | 12 août 1915                              | 15 mai 1922                        | Président de la République |          |
| |                  | Louis Borno (1865-1942)                         | 15 mai 1922                               | 15 mai 1930                        | Président de la République |          |
| |                  | Louis Eugène Roy (1861-1939)                    | 15 mai 1930                               | 18 novembre 1930                   | Président de la république d'Haïti à titre provisoire |          |
| |                  | Sténio Vincent (1874-1959)                      | 18 novembre 1930                          | 15 mai 1941                        | Président de la République |          |
| |                  | Élie Lescot (1883-1974)                         | 15 mai 1941                               | 11 janvier 1946                    | Président de la République |          |
| |                  | Franck Lavaud (1903-1986)                       | 11 janvier 1946                           | 16 août 1946                       | Président du Comité militaire exécutif provisoire |          |
| |                  | Dumarsais Estimé (1900-1953)                    | 16 août 1946                              | 10 mai 1950                        | Président de la République |          |
| |                  | Franck Lavaud (1903-1986)                       | 10 mai 1950                               | 10 décembre 1950                   | Président du Comité militaire exécutif provisoire |          |
| |                  | Paul Eugène Magloire (1907-2001)                | 6 décembre 1950                           | 6 décembre 1956                    | *Note : premier président de la République élu au suffrage universel. Mandat de six ans accomplis selon les dispositions de l'article 77 de la Constitution de 1950 |          |
| |                  | Paul Eugène Magloire                            | 6 décembre 1956                           | 12 décembre 1956                   | Chef du Pouvoir Exécutif |          |
| |                  | Joseph Nemours Pierre-Louis (1900-1966)         | 12 décembre 1956                          | 3 février 1957                     | Président de la république d'Haïti à titre provisoire |          |
| |                  | Franck Sylvain (1909-1987)                      | 7 février 1957                            | 2 avril 1957                       | Président de la république d'Haïti à titre provisoire |          |
| |                  | Léon Cantave (1910-1967)                        | 2 avril 1957                              | 6 avril 1957                       | Président du Conseil militaire de gouvernement |          |
| |                  | Gouvernement collégial                          | 6 avril 1957                              | 20 mai 1957                        | Léonce Bernard, Georges Bretous, Stuart Cambronne, Antoine Pierre-Paul, Vilfort Beauvoir, Weber Michaud, Seymour Lamothe, Raoul Daguilh, Théodore Nicoleau, Ernest B. Danache, Emmanuel Bruny, Max Bolté, Grégoire Eugène                                                          |          |
| |                  | Léon Cantave (1910-1967)                        | 20 mai 1957                               | 25 mai 1957                        | Président du Conseil militaire de gouvernement |          |
| |                  | Daniel Fignolé (1913-1986)                      | 25 mai 1957                               | 14 juin 1957                       | Président de la république d'Haïti à titre provisoire |          |
| |                  | Antonio Kébreau (1909-1963)                     | 14 juin 1957                              | 22 octobre 1957                    | Président du Conseil militaire de gouvernement |          |
| |                  | François Duvalier (1907-1971)                   | 22 octobre 1957                           | 21 avril 1971                      | Président de la République | PUN      |
| |                  | Jean-Claude Duvalier (1951-2018)                | 21 avril 1971                             | 6 février 1986                     | Président de la République | PUN      |
| |                  | Henri Namphy (1932-2018)                        | 6 février 1986                            | 7 février 1988                     | Président du Conseil national de gouvernement |          |
| |                  | Leslie Manigat (1930-2014)                      | 7 février 1988                            | 20 juin 1988                       | Président de la République | RDNP     |
| |                  | Henri Namphy (1932-2018)                        | 20 juin 1988                              | 17 septembre 1988                  | Président du gouvernement militaire |          |
| |                  | Prosper Avril (né en 1937)                      | 17 septembre 1988                         | 10 mars 1990                       | Président du gouvernement militaire |          |
| |                  | Hérard Abraham (1940-2022)                      | 10 mars 1990                              | 13 mars 1990                       | Président du gouvernement militaire à titre provisoire |          |
| |                  | Ertha Pascal-Trouillot (née en 1943)            | 13 mars 1990                              | 7 février 1991                     | Présidente de la république d'Haïti à titre provisoire |          |
| |                  | Jean-Bertrand Aristide (né en 1953)             | 7 février 1991                            | 7 février 1996                     | Renversé mais reconnu internationalement du 30 septembre 1991 au 12 octobre 1994. | OPL      |
| |                  | Joseph Nérette (1927-2007)                      | 8 octobre 1991                            | 19 juin 1992                       | Président de la république d'Haïti à titre provisoire, non reconnu internationalement |          |
| Le gouvernement de Marc Bazin (non reconnu internationalement) assure l'intérim.                                                      |                  |                                                 |                                           |                                    | |          |
| |                  | Émile Jonassaint (1913-1995)                    | 12 mai 1994                               | 12 octobre 1994                    | Président de la république d'Haïti à titre provisoire, non reconnu internationalement |          |
| |                  | René Préval (1943-2017)                         | 7 février 1996                            | 7 février 2001                     | Président de la République | FL       |
| |                  | Jean-Bertrand Aristide (né en 1953)             | 7 février 2001                            | 29 février 2004                    | Président de la République | FL       |
| |                  | Boniface Alexandre (1936-2023)                  | 29 février 2004                           | 14 mai 2006                        | Président de la république d'Haïti à titre provisoire |          |
| |                  | René Préval (1943-2017)                         | 14 mai 2006                               | 14 mai 2011                        | Président de la République | FE/Inite |
| |                  | Michel Martelly (né en 1961)                    | 14 mai 2011                               | 7 février 2016                     | Président de la République | RP       |
| Conformément à la Constitution, le gouvernement Evans Paul assure l'intérim.                                                          |                  |                                                 |                                           |                                    | |          |
| |                  | Jocelerme Privert (né en 1953)                  | 14 février 2016                           | 7 février 2017                     | Président de la république d'Haïti à titre provisoire. Élu au suffrage universel indirect par le Parlement. | Inite    |
| |                  | Jovenel Moïse (1968-2021)                       | 7 février 2017                            | 7 juillet 2021                     | Président de la République Assassiné le 7 juillet 2021 à son domicile. | PHTK     |
| Conformément à la Constitution, le gouvernement de Claude Joseph puis le gouvernement Ariel Henry, assurent successivement l'intérim. |                  |                                                 |                                           |                                    | |          |
| |                  |                                                 | 25 avril 2024                             | en fonction                        | Issu de l'accord politique du 4 avril 2024, ce Conseil présidentiel de neuf membres dont sept votants est successivement présidé par Edgard Leblanc Fils, Leslie Voltaire, Fritz Jean et Laurent Saint-Cyr.                                                                        |          |
| Conseil présidentiel de transition |                  |                                                 | 25 avril 2024                             | en fonction                        | Issu de l'accord politique du 4 avril 2024, ce Conseil présidentiel de neuf membres dont sept votants est successivement présidé par Edgard Leblanc Fils, Leslie Voltaire, Fritz Jean et Laurent Saint-Cyr.                                                                        |          |